# Thil-Lorrain
Pour les articles homonymes, voir Thil.
Thil-Lorrain est le nom de plume de Michel-Materne Lorrain, professeur, pédagogue et écrivain belge, né le 4 janvier 1826 à Virton et mort le 15 février 1893 à Verviers.

## Biographie
Michel-Materne Lorrain, né sous le nom de Michel Thil, patronyme de sa mère, ne sera reconnu par son père qu'à l'âge d'un an. Materne est son second prénom, celui de son grand-père maternel. Il étudie au Collège communal de Virton et, le 9 décembre 1843, se voit attribuer une des quatre bourses de la fondation Dumont, destinées à récompenser des élèves méritants.
Le 25 février 1854, il est nommé titulaire de la septième Latine du Collège communal de Virton (aujourd'hui Athénée royal Nestor Outer). Il y enseigne l’histoire et la géographie et est également chargé de cours de dessin à l’École moyenne de sa ville natale; il y sera remplacé en 1871 par le peintre d'origine française Albert WATRIN. Nommé directeur de l’École Industrielle et Littéraire de Verviers, Lorrain quitte Virton le 5 mai de cette année. À Verviers, il enseigne le français. Grâce à lui, l'école deviendra Collège communal. Lorsque celui-ci est transformé en Athénée, Michel-Materne Lorrain est nommé préfet des études, fonction qu'il occupera de 1880 à 1890, année de sa mise à la retraite.
Le 25 juin 1883, il s'adresse au gouverneur de la province de Liège à l'occasion de l'inauguration du monument érigé à la mémoire de l’ancien bourgmestre Pierre David. Il mentionne dans son discours les valeurs inculquées aux étudiants dans des termes révélateurs de l'esprit libéral : « Devenir des hommes qui savent se rendre utiles à leur pays – Par une vie de dévouement honorer la Patrie ».
Plus tard, l'Athénée portera son nom et sera désigné sous le nom d'Athénée royal Thil-Lorrain.
Michel-Materne Lorrain est également l’auteur, sous le nom de plume de Thil-Lorrain, d’un grand nombre d’ouvrages de vulgarisation, la plupart destinés à la jeunesse. Il a aussi composé des pièces de théâtre et quelques livres classiques, ainsi que des biographies.
Thil-Lorrain est aussi le père de la femme sculptrice et médailliste Jenny Lorrain.
Il est inhumé au Cimetière de Verviers. Sa mémoire est évoquée à Virton, au côté de sa fille Jenny, dans les collections du Musée gaumais (portraits à l'huile de Thil-Lorrain et de son épouse Marie Hins, par le peintre Eugène Copus, statuaire en bronze, médailles, placard en noyer sculpté de leur maison). La rue où il est né porte son nom.

## Œuvres
- Le Docteur Martyr
- Le chasseur maudit
- Au foyer de famille
- La danse des nonnes

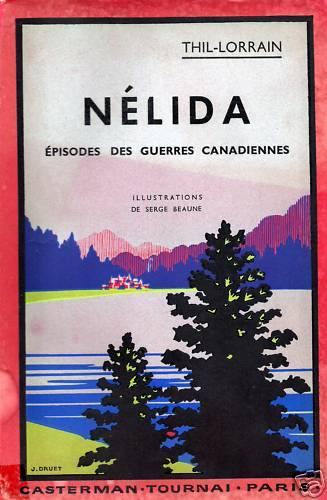

- Yvon, légende anversoise du temps de Charles-Quint
- Les ancêtres de Charlemagne, Tournai, Casterman, 1863, x-302 p.
- Un mariage en 93, Tournai, Casterman, 1865[3]
- Nélida ou les guerres canadiennes, 1812-1814, Tournai, Casterman, 1867, 216 p. (Gallica)
- Pépin de Landen ou les ancêtres maternels de Charlemagne
- Pépin d’Herstal ou l’avènement des Carolingiens
- Études historiques sur les légendes scandinaves de la province de Luxembourg, comparées à celles de tous les autres pays du monde qui ont les mêmes traditions comme fondement
- Tableaux dramatiques de la vie et de la mort du très haut et très puissant seigneur Henri, comte d’Egmont et prince de Gave
- Histoire de Gretry, 1884
- Essai d'un nouveau système philosophique sur la certitude, Tournai